# Liste des sites Natura 2000 de Seine-et-Marne
Cet article recense les sites Natura 2000 de Seine-et-Marne, en France.

## Statistiques
La Seine-et-Marne compte 18 sites classés Natura 2000. 14 bénéficient d'un classement comme site d'intérêt communautaire (SIC), 4 comme zone de protection spéciale (ZPS).

## Liste
| Site                                          | Type | Superficie (ha) | Fiche     | Coordonnées                      | Photo |
| --------------------------------------------- | ---- | --------------- | --------- | -------------------------------- | ----- |
| Basse vallée du Loing                         | SIC  | +00076,84       | FR1100801 | 48° 19′ 27″ nord, 2° 46′ 49″ est |       |
| Bassée                                        | SIC  | +01 404,        | FR1100798 | 48° 27′ 00″ nord, 3° 17′ 00″ est |       |
| Bois des Réserves, des Usages et de Montge    | SIC  | +00866,         | FR1102006 | 49° 02′ 12″ nord, 3° 07′ 57″ est |       |
| Bois de Vaires-sur-Marne                      | SIC  | +00096,63       | FR1100819 | 48° 52′ 48″ nord, 2° 38′ 49″ est |       |
| Carrière de Darvault                          | SIC  | +00026,53       | FR1102009 | 48° 16′ 13″ nord, 2° 44′ 42″ est |       |
| Carrière de Mocpoix                           | SIC  | +0 0003,8       | FR1102008 | 48° 09′ 45″ nord, 2° 44′ 22″ est |       |
| Carrière Saint-Nicolas                        | SIC  | +0 0005,7       | FR1102016 | 48° 23′ 31″ nord, 2° 57′ 44″ est |       |
| Haute vallée de l'Essonne                     | SIC  | +00971,         | FR1100799 | 48° 20′ 19″ nord, 2° 24′ 48″ est |       |
| Yerres de sa source à Chaumes-en-Brie         | SIC  | +0 0007,93      | FR1100812 | 48° 40′ 55″ nord, 2° 57′ 18″ est |       |
| Massif de Fontainebleau                       | SIC  | +28 063,        | FR1100795 | 48° 25′ 00″ nord, 2° 40′ 00″ est |       |
| Petit Morin de Verdelot à Saint-Cyr-sur-Morin | SIC  | +0 0004,38      | FR1100814 | 48° 53′ 14″ nord, 3° 15′ 53″ est |       |
| Dragon                                        | SIC  | +00020,         | FR1102004 | 48° 32′ 15″ nord, 3° 12′ 49″ est |       |
| Vannetin                                      | SIC  | +00060,7        | FR1102007 | 48° 46′ 40″ nord, 3° 10′ 18″ est |       |
| Loing et Lunain                               | SIC  | +00382,         | FR1102005 | 48° 16′ 39″ nord, 2° 47′ 39″ est |       |
| Bassée et plaines adjacentes                  | ZPS  | +27 643,        | FR1112002 | 48° 25′ 00″ nord, 3° 12′ 00″ est |       |
| Boucles de la Marne                           | ZPS  | +02 641,        | FR1112003 | 48° 54′ 39″ nord, 2° 43′ 32″ est |       |
| Massif de Villefermoy                         | ZPS  | +04 790,        | FR1112001 | 48° 30′ 00″ nord, 2° 54′ 32″ est |       |